# رسوراترول
رزوراترول (به انگلیسی: Resveratrol) یک ترکیب شیمیایی با شناسه پاب‌کم ۴۴۵۱۵۴ است.
شکل ظاهری این ترکیب، پودر سفید و کمی زرد است.
رزوراترول یک ترکیب آنتی‌اکسیدانی است که با از بین بردن رادیکالهای آزاد، از بدن در برابر بیماری‌های مزمن محافظت می‌نماید. رزوراترول در انگور قرمز، بلوبری، کشمش، مویز، توت سفید و پوست قرمزرنگ بادام‌زمینی یافت می‌شود.
غنی‌ترین منبع این آنتی‌اکسیدان انگور سیاه است.